# Madha
Madha (arabe : مدحاء, madḥā) est un territoire et une ville du sultanat d'Oman, enclavé à l'intérieur des Émirats arabes unis (notamment ceux de Fujaïrah et Charjah), et qui abrite lui-même le village de Nahwa, une minuscule enclave émiratie (dépendant de l'émirat de Charjah).

## Description
Madha est situé à mi-distance entre la péninsule de Musandam et le reste d'Oman, dans une zone montagneuse à quelques kilomètres à l'ouest de la côte du golfe d'Oman. L'enclave est accessible par la route entre Fujaïrah et Khor Fakkan, et s'étend sur environ  75 km2. La frontière de l'enclave a été délimitée en 1969.
Madha est un territoire presque entièrement inhabité. La seule partie vraiment habitée est baptisée  New Madha.
Le territoire émirati de Nahwa est accessible à quelques kilomètres à l'ouest de New Madha. Il s'agit d'une enclave de Charjah, totalement détachée du reste de l'émirat, formant donc une enclave à l'intérieur d'une autre enclave.